# Songwol-dong, Incheon
Songwol-dong (koreanska: 송월동) är en stadsdel i staden Incheon i den nordvästra delen av Sydkorea, 33 km väster om huvudstaden Seoul. Den ligger i stadsdistriktet Jung-gu.